# I Concurs de castells Vila de Torredembarra
El I Concurs de castells Vila de Torredembarra, conegut també com a Concurs-7 1997, tingué lloc el diumenge 19 d'octubre de 1997 a la plaça del Castell de Torredembarra. Fou el trenta-unè concurs de castells de la història i la primera edició del concurs de castells Vila de Torredembarra, organitzat per la colla local, els Nois de la Torre. Aquest concurs de castells va néixer amb la voluntat de ser celebrat cada mes d'octubre dels anys senars, per no coincidir amb el Concurs de Tarragona dels anys parells. Van ser convidades colles que pels criteris de selecció del concurs de castells de Tarragona no podien participar en aquest darrer esdeveniment.
Se celebrà en honor de Santa Rosalia, una filla del rei de Sicília nascuda el 6 d'octubre de l'any 1129, i patrona de Torredembarra.

## Classificació
| Resultat              |
| --------------------- |
| Descarregat (D)       |
| Carregat (C)          |
| Intent (I)            |
| Intent desmuntat (ID) |

La colla guanyadora d'aquesta primera edició va ser la desapareguda Colla Nova del Vendrell gràcies a un 5 de 7, un 4 de 7 amb l'agulla i un llavors atípic 3 de 7 amb l'agulla. Els Ganxets de Reus, també desapareguts, van classificar-se en segon lloc amb un 5 de 7, un
4 de 7 amb l'agulla i un 3 de 7. Els Nens del Vendrell van quedar en tercera posició.
Llegenda
a: amb agulla o pilar al mig
ps: aixecat per sota
| Pos. | Colla                   | Castells intentats | Castells intentats | Castells intentats | Castells intentats | Punts |
| Pos. | Colla                   | 1a ronda           | 2a ronda           | 3a ronda           | 4a ronda           | Punts |
| ---- | ----------------------- | ------------------ | ------------------ | ------------------ | ------------------ | ----- |
| 1    | Colla Nova del Vendrell | 5de7               | 4de7a              | 2de7(i)            | 3de7a              |       |
| 2    | Ganxets de Reus         | 5de7               | 4de7a              | 3de7               | —                  |       |
| 3    | Nens del Vendrell       | 2de7               | 4de8(i)            | 4de8(i)            | 3de7ps             |       |
| 4    | Castellers de Lleida    | 5de7               | 4de7a(c)           | 3de7               | —                  |       |
| 5    | Xiquets de Cambrils     | 3de7               | 4de7               | 4de7a(i)           | Pde5(c)            |       |
| 6    | Nois de la Torre        | 4de7               | 3de7               | Pde6(i)            | Pde6(i)            |       |
| 7    | Xiquets de Vila-seca    | 3de7(id)           | 3de7(i)            | 5de6               | 2de6               |       |
| 8    | Castellers d'Altafulla  | 3de6               | 4de6(id)           | Pde5(c)            | 2de6(i)            |       |
| 9    | Torraires de Montblanc  | 5de6               | 3de7(i)            | 4de6a              | 2de6(i)            |       |